# Some Kind of Bliss
"Some Kind of Bliss" este un cântec interpretat de cântăreața Kylie Minogue care apare pe al șaselea său album de studio, Impossible Princess (1997). Căntecul a fost primul extras de pe album, fiind lansat la data de 8 septembrie 1997.